# Aitipol Kaewkeaw
Aitipol Kaewkeaw (thailändisch อิทธิพล แก้วเขียว, * 11. Dezember 1988 in Yala), auch als Joke bekannt, ist ein thailändischer Fußballspieler.

## Karriere
Aitipol Kaewkeaw spielte bis Ende 2018 beim Krabi FC. Wo er vorher gespielt hat, ist unbekannt. Der Verein aus Krabi, einer Stadt in der Provinz Krabi, spielte in der zweithöchsten Liga des Landes, der Thai League 2. Ende 2018 musste er mit dem Verein den Weg in die Drittklassigkeit antreten. Nach dem Abstieg verließ er Krabi und schloss sich dem Erstligisten PT Prachuap FC an. Mit dem Verein aus Prachuap spielte er dreimal in der ersten Liga, der Thai League. Nach der Hinrunde wechselte er zum Zweitligisten MOF Customs United FC. Für den Bangkoker Verein spielte er zwölfmal in der zweiten Liga. Anfang 2020 wurde er vom Ligakonkurrenten Samut Sakhon FC aus Samut Sakhon unter Vertrag genommen. Für Samut stand er dreimal in der zweiten Liga auf dem Spielfeld. Nach dem Abstieg wechselte er 2021 zum Drittligisten Krabi FC. Der Verein aus Krabi spielt in der Southern Region der Liga. Am Ende der Saison 2021/22 wurde er mit Krabi Meister der Region. In der National Championship, den Aufstiegsspielen zur zweiten Liga, belegte man hinter dem Uthai Thani FC den zweiten Platz und stieg in zweite Liga auf. Nach dem Aufstieg verließ er Krabi und schloss sich dem Drittligisten Young Singh Hatyai United an. Für den Verein spielte er bis Jahresende dreimal in der Southern Region der Liga. Im Dezember 2022 kehrte er zu seinem ehemaligen Verein Krabi FC zurück. Am Ende der Saison 2023/24 belegte er mit dem Klub aus Krabi den letzten Tabellenplatz und musste somit in die dritte Liga absteigen. Nach dem Abstieg verließ er den Verein und schloss sich dem Drittligisten Phatthalung FC an. Mit dem Verein aus Phatthalung spielt er in der Southern Region der Liga.

## Erfolge
Krabi FC
- Thai League 3 – South: 2021/22
- Thai League 3 – National Championship: 2021/22  ▲